# 高爾登
高爾登（1885年—？），字子白，浙江杭县人，清末民初軍事、政治人物。

## 生平
高爾登早年曾留學日本陆军士官学校，自骑兵科毕业，他是光复会会员、同盟会会员。畢業歸國後，曾任云南督练公所兵备处总办，後兼任云南陆军讲武堂总办。辛亥革命後，他曾任浙江都督府财政司司长、徐海道道尹、浙江银行总经理、护国军总司令部参谋长、广东军政府卫戍总司令部参谋长。1913年2月20日授陆军少将，1919年7月24日授陆军中将。

## 家庭
- 父：高白叔